# Denis Prychynenko
Denis Prychynenko, ukr. Денис Причиненко, Denys Pryczynenko (ur. 17 lutego 1992 roku w Poczdamie, Niemcy) – niemiecki piłkarz pochodzenia ukraińskiego, grający na pozycji środkowego pomocnika lub obrońcy. W 2010 przyjął obywatelstwo niemieckie.

## Kariera piłkarska

### Kariera klubowa
Urodził się w Poczdamie w rodzinie ukraińskiej. Wychowanek Szkoły Piłkarskiej Energie Cottbus, w juniorskim składzie której grał w sezonie 2007/08. W następnym sezonie 2008/2009 bronił barw juniorów klubu Tennis Borussia Berlin, a w 2009 roku przeniósł się do Szkocji, do zespołu Heart of Midlothian FC.
26 lutego 2011 rozpoczął karierę piłkarską w podstawowym składzie Heart of Midlothian FC. Jednak kontynuować występy przeszkodziła kontuzja. Dla poprawy "formy sportowej" 3 listopada 2011 został wypożyczony do Raith Rovers F.C., w którym występował do 3 stycznia 2012. Po wygaśnięciu kontraktu 27 lipca 2013 podpisał kontrakt z FK Sewastopol. Po rozformowaniu klubu, w lipcu 2014 przeszedł do CSKA Sofia. W lipcu 2015 został piłkarzem Unionu Berlin, ale nie zagrał żadnego meczu i 12 stycznia 2016 kontrakt za obopólną zgodą został anulowany. Następnie grał w Royal White Star Bruxelles i K Beerschot VA. W 2021 został zawodnikiem KMSK Deinze.

### Kariera reprezentacyjna
W 2010 bronił barw juniorskiej reprezentacji Ukrainy, ale potem zrezygnował z ukraińskiego obywatelstwa.

## Sukcesy i odznaczenia

### Sukcesy klubowe
- brązowy medalista Mistrzostw Szkocji: 2011
- zdobywca Pucharu Szkocji: 2012